# Krzykały
Krzykały [pronunciación en polaco: /kʂɨˈkawɨ/] (en alemán: Krickhausen) es un pueblo ubicado en el distrito administrativo de Gmina Orneta, dentro del Condado de Lidzbark, Voivodato de Varmia y Masuria, en Polonia del norte. Se encuentra aproximadamente a 6 kilómetros al noroeste de Orneta, a 33 kilómetros al oeste de Lidzbark Warminski, y a 49 kilómetros al noroeste de la capital regional Olsztyn.
Antes de 1772, el área fue parte del Reino de Polonia, hasta 1945 fue de Prusia y Alemania (Prusia Oriental).